# Велика Коможа
Велика Коможа (пол. Wielka Komorza) — село в Польщі, у гміні Тухоля Тухольського повіту Куявсько-Поморського воєводства.
Населення — 298 осіб (2011).
У 1975-1998 роках село належало до Бидгощського воєводства.

## Демографія
Демографічна структура станом на 31 березня 2011 року:
|          | Загалом | Допрацездатний вік | Працездатний вік | Постпрацездатний вік |
| -------- | ------- | ------------------ | ---------------- | -------------------- |
| Чоловіки | 151     | 34                 | 102              | 15                   |
| Жінки    | 147     | 40                 | 84               | 23                   |
| Разом    | 298     | 74                 | 186              | 38                   |